# The Mission (filme de 2023)
The Mission (em português: A Missão) é um documentário estadunidense de 2023, dirigido e produzido por Amanda McBaine e Jesse Moss. Explora a morte do missionário estadunidense John Allen Chau, que foi morto por flechas enquanto tentava fazer contato com os sentineleses, um dos povos indígenas mais isolados do mundo.
O filme teve sua estreia mundial no 50.º Festival de Cinema de Telluride em 31 de agosto de 2023, e foi lançado em 13 de outubro de 2023, pela Picturehouse.

## Sinopse
Em 2018, John Allen Chau, um missionário americano, tentou fazer contato com um dos povos indígenas mais isolados do mundo, os sentineleses. Ciente dos riscos, Chau foi morto por flechadas pela tribo indígena. O filme explora sua vida e morte. Levi Davis, colega de Chau, Adam Goodheart, historiador, e Daniel Everett, professor e ex-missionário, aparecem no filme.

## Lançamento
O filme teve sua estreia mundial no 50.º Festival de Cinema de Telluride em 31 de agosto de 2023. Também foi exibido no Festival Internacional de Cinema de Camden em 15 de setembro de 2023, e no Festival de Cinema de Londres em 8 de outubro de 2023. O documentário foi lançado em 13 de outubro de 2023, pela Picturehouse.

## Recepção
No agregador de resenhas Rotten Tomatoes, 94% das 47 resenhas dos críticos são positivas, com uma classificação média de 7,4/10. O consenso do site diz: "A abordagem compassiva e matizada do The Mission para recontar uma tragédia da vida real torna esta uma exploração cativante da interseção entre a ilusão e a fé".